# Andrij Parekh

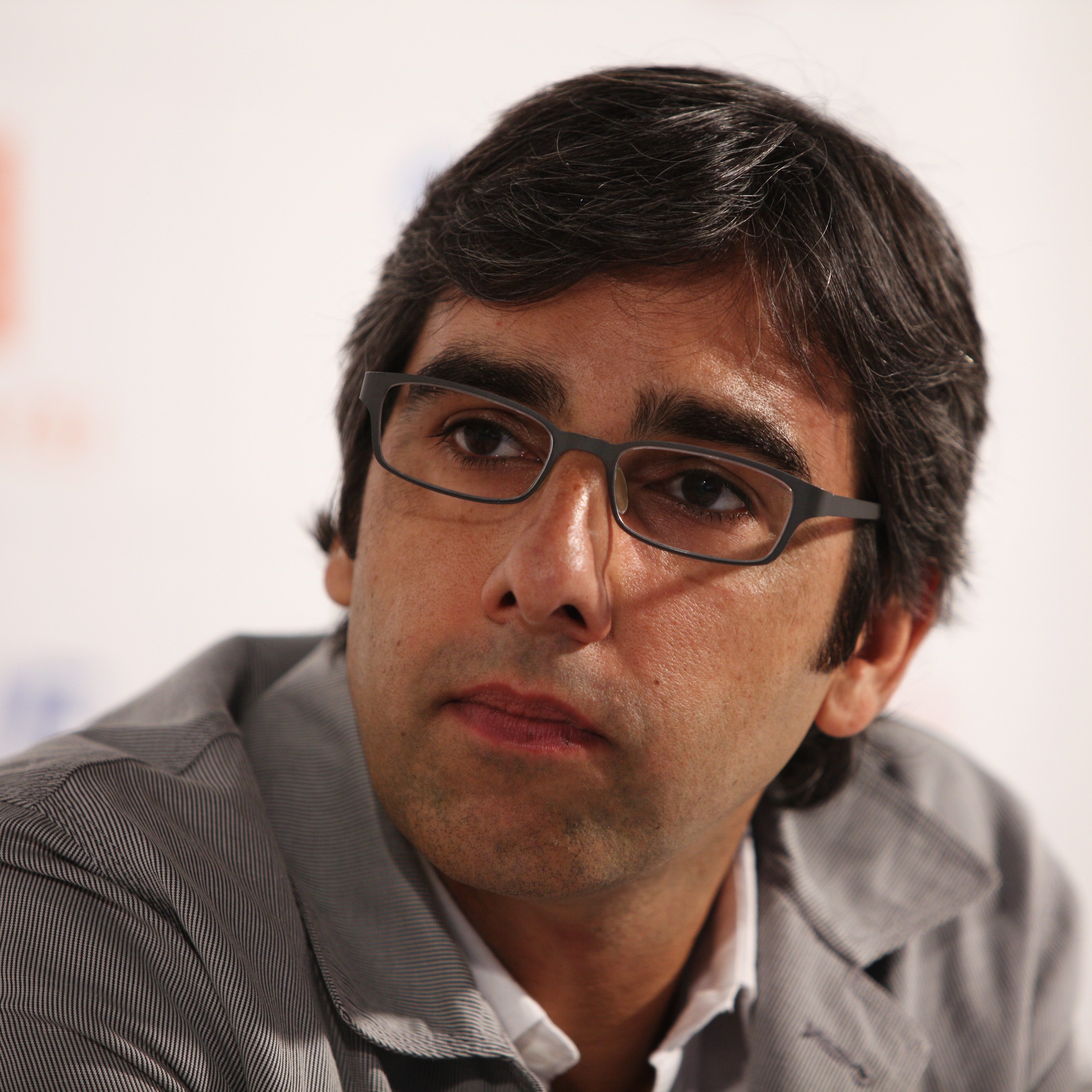
Andrij Parekh (2009)

Andrij M. Parekh (* 20. September 1971 in Cambridge, Massachusetts) ist ein US-amerikanischer Kameramann und Filmregisseur.

## Leben
Andrij M. Parekh ist indischer und ukrainischer Abstammung. Er studierte Kamerawesen an der Tisch School of the Arts und der Film- und Fernsehfakultät der Akademie der Musischen Künste in Prag. Nach seinem Abschluss zog er nach New York City, wo er sich als Kameramann für Musikvideos und Independentfilme etablieren konnte.

## Filmografie (Auswahl)
Kamera
- 2000: Helicopter (Kurzfilm)
- 2003: Ebbe und Flut (Maree, Kurzfilm)
- 2004: Speak – Die Wahrheit ändert alles (Speak)
- 2006: Half Nelson
- 2006: The Treatment
- 2007: Noise – Lärm! (Noise)
- 2008: Der Börsen-Crash (August)
- 2008: Die Kunst des Scheiterns: Chuck Connelly – Nicht zu verkaufen (The Art of Failure: Chuck Connelly Not for Sale)
- 2010: Blue Valentine
- 2010: It’s Kind of a Funny Story
- 2011: Dark Horse
- 2014: Madame Bovary
- 2015: Dirty Trip (Mississippi Grind)
- 2015: Show Me a Hero (Miniserie, 6 Episoden)
- 2017: Die Frau des Zoodirektors (The Zookeeper’s Wife)
- 2017: Tote Mädchen lügen nicht (13 Reasons Why, Fernsehserie, 2 Episoden)
- 2018: The Catcher Was a Spy
- 2018: Succession (Fernsehserie, 3 Episoden)
- 2019: Watchmen (Fernsehserie, 1 Episode)
- 2021: Naked Singularity
- 2023: The Pod Generation

Regie
- 2018–2019: Succession (Fernsehserie, 3 Episoden)
- 2019: Watchmen (Fernsehserie, 1 Episode)
- 2020: Schöne neue Welt (Brave New World, Fernsehserie, 2 Episoden)
- 2024: House of the Dragon (Fernsehserie, Episode 2x06)